# Haim-Moshe Shapira
Haim-Moshe Shapira (en hébreu :   חיים- משה שפירא), né le 26 mars 1902 à Grodno dans l'Empire russe et mort le 16 juillet 1970 à Jérusalem, est un homme politique israélien.

## Biographie
Il est né à Hrodna aujourd'hui en Biélorussie. Il étudie dans une Yechiva. Il devient éducateur dans une école à Kaunas et en 1919 il rejoint le mouvement Mizrahi (sionisme religieux). En 1922, il devient professeur dans une école à Vilnius. Entre 1923 à 1924, il habite à Varsovie et en 1924 à 1925 il habite à Berlin. 
En 1925, il participe au Congrès sioniste à Vienne. Il s'installe en Terre d'Israël en Palestine mandataire en 1928. En 1936, il travaille pour l'agence juive. En 1938, il organise des missions pour sauver les juifs d'Autriche. 
En 1948, il fut parmi les signataires de la Déclaration d'indépendance de l'État d'Israël. Il devient ministre de l'Industrie en 1948.
En 1949, il devient ministre de la Santé et de l'Immigration, il est membre du parti du Front religieux uni.
Le 29 octobre 1957 il est grièvement blessé par un homme nommé Moshe Dwek, qui a jeté une grenade à main durant une séance à la Knesset.
Il est enterré au cimetière juif du mont des Oliviers.